# روماس دريسلر
روماس دريسلر (بالألمانية: Romas Dressler)‏ هو لاعب كرة قدم ألماني في مركز الهجوم، ولد في 16 أكتوبر 1987 في إبرسبرغ في ألمانيا. لعب مع أولبيا كالسيو 1905 وكيمنتزر ونادي فوبرتال الرياضي ونادي لوكيزي ويان ريغنسبورغ.

## وصلات خارجية
- روماس دريسلر على موقع قاعدة بيانات كرة القدم.إي يو (الإنجليزية)
- روماس دريسلر على موقع بيانات كرة القدم. دي إي (الألمانية)
- روماس دريسلر على موقع Soccerway.com (الإنجليزية)